# Nápolyi sárga
A nápolyi sárga vagy antimonsárga egy sárga fémfesték, kémiai összetételét tekintve ólom-antimonát. A nápolyi jelzőt arról kapta, hogy Nápoly melletti Vezúv környékén tartós, élénksárga földfestékre bukkantak. A nápolyi sárga a 15. és a 16. században elterjedt, 1750-ig használt ólom-ón sárga festék szerepét vette át. Mérgező hatású, ezért napjainkban nápolyi sárga néven más, kevésbé mérgező sárga pigmentek keverékei vannak forgalomban, ezek színe a gyártótól függően sokféle lehet.
Az eredeti nápolyi sárga az egyik legrégibb szintetikus festékanyag. Úgy készítették, hogy 3 rész antimonsavas káliumot 6 rész ólom(II)-nitráttal és 14 rész konyhasóval lassú melegítéssel összeolvasztottak.
Színe a világos citromsárgától a narancsos-rózsaszínig terjed. Fényálló, mészálló, de kén-hidrogénre érzékeny. Állítólag fémtárggyal érintkezve feketedik. Olajfestékként kevés olajat igényel, gyorsan szárad.

## Források

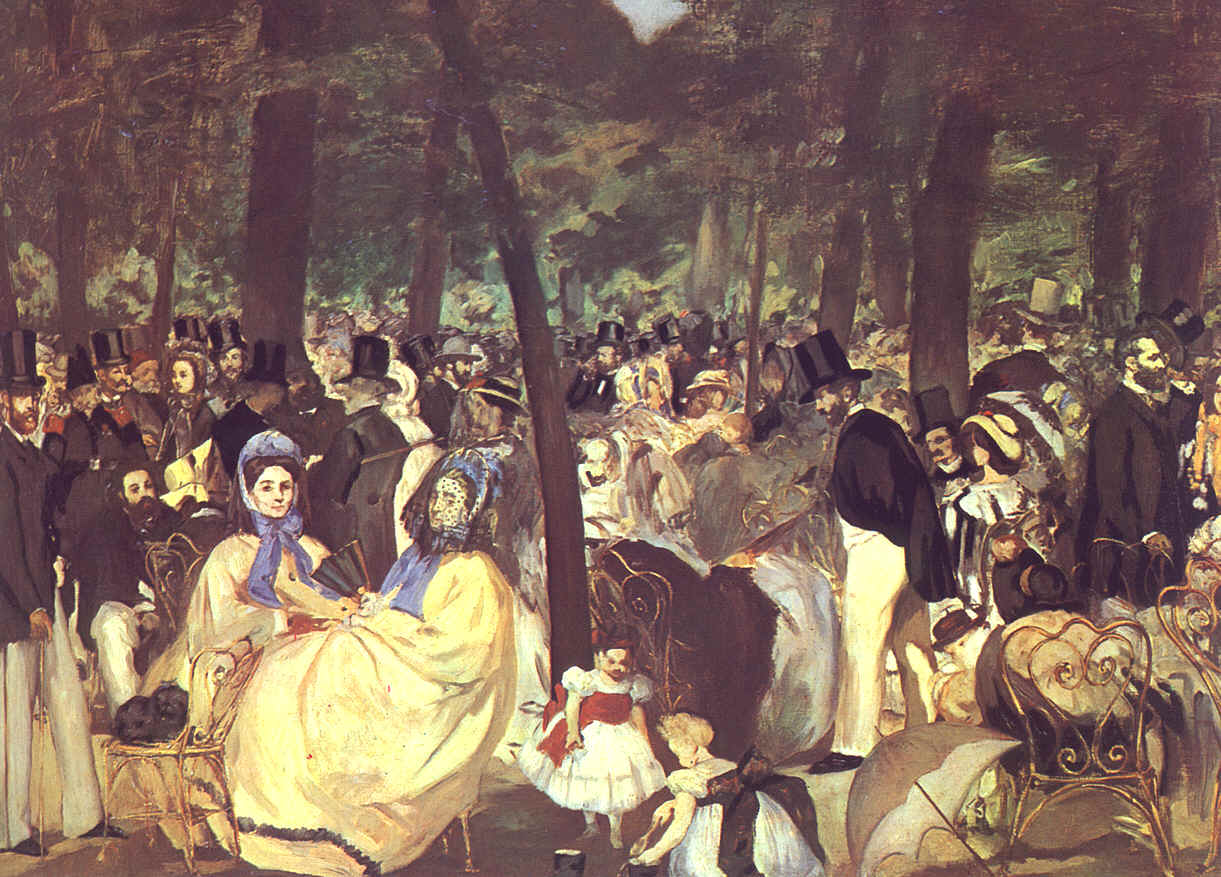
Édouard Manet festményén is látható a szín - Zene a Tuilériák kertjében (1860)